# Étienne Wolff
Étienne Wolff (12 de febrero de 1904 - 18 de noviembre de 1996) fue un biólogo francés nacido en Auxerre y fallecido en París especializado en embriología experimental y teratología. Fue elegido miembro de la Academia Francesa en 1971 para el asiento número 24 que había sido ocupado por Louis Pasteur Vallery-Radot.

## Datos biográficos
Étienne Wolff hizo sus estudios secundarios en el liceo de Elbeuf, en el liceo Corneille de Rouen, y posteriormente en el Liceo Louis-le-Grand en París. Se licenció en letras y después en ciencias (1925) realizando su especialización en (agregación en Francia) en ciencias naturales en 1928. Sostuvo su tesis de doctorado en ciencias en 1936. Durante sus años de estudio participó en la asociación Amicale des sciences de la que fue el primer presidente. Esta asociación es la más antigua organización estudiantil de Francia, aún actualmente en actividad.
Dirigió la Sociedad zoológica de Francia en 1958. Fue elegido miembro de la Academia de Ciencias de Francia en 1963. El 28 de octubre de 1971 fue elegido miembro de la Academia Francesa al asiento número 24.

## Reconocimientos
- Oficial de la Legión de Honor
- Comendador de la Orden nacional al Mérito
- Comendador de las Palmas Científicas
- Comendador de Artes y Letras

## Obra
- Tesis presentada en la Facultad de ciencias de la Universidad de Estrasburgo para obtener el grado de doctor en ciencia naturales. 1 Tesis (en francés) : Les Bases de la tératogénèse expérimentale des vertébrés amniotes d'après les résultats de méthodes directes. 2 Tesis (en francés) : L'Évolution après l'éclosion des poulets mâles transformés en intersexués par l'hormone femelle injectée aux jeunes embryons (1936)
- Les Changements de sexe (1946)
- La Science des monstres (1948)
- Les Chemins de la vie (1963)
- La poésie funéraire épigraphique à Rome (1971)
- Les Pancrates, nos nouveaux maîtres (1975)
- Dialogues avec mes animaux familiers (1979)
- Trois pattes pour un canard (1990)